# سیارک ۲۶۰۵
سیارک ۲۶۰۵ (به انگلیسی: 2605 Sahade، نامگذاری:1974QA) دو هزار و ششصد و پنجمین سیارک کشف شده‌است که در ۱۶ اوت ۱۹۷۴ کشف شد.
قدر مطلق سیارک برابر ۱۲٫۷۰ است.